# 597
| [ Edytuj tabelę ]          |                             |
| Cesarz Bizancjum           | - 582 Maurycjusz 602        |
| Cesarz Chin                | - 581 Sui Wendi 604         |
| Król Essexu                | - 587 Sledda 604            |
| Król Franków               | - 584 Chlotar II 629        |
| Król Franków w Austrazji   | - 595 Teudebert II 612      |
| Cesarz Japonii             | - 592 Suiko 628             |
| Król Kentu                 | - 560 Ethelbert I 616       |
| Patriarcha Konstantynopola | - 596 Cyriak II 606         |
| Władca Korei               | - 590 Yŏngyang 618          |
| Król Longobardów           | - 590 Agilulf 616           |
| Papież                     | - 590 Grzegorz I 604        |
| Król Persji                | - 590 Chosrow II Parwiz 628 |
| Król Wizygotów             | - 586 Rekkared I 601        |

Rok 597 / DXCVII
stulecia: V wiek ~
VI wiek ~
VII wiek

lata: 587 «
592 «
593 «
594 «
595 «
596 «
597
» 598
» 599
» 600
» 601
» 602
» 607

## Wydarzenia
- Europa
  - św. Augustyn przybył na czele misji do Anglii
  - Wenancjusz Fortunat został biskupem Poitiers

## Urodzili się
- Samuel z Kalamun, koptyjski mnich, założyciel klasztoru w Kalamun w pobliżu Facjum oraz jego przełożony przez 57 lat (data sporna lub przybliżona)

## Zmarli
- 9 czerwca – św. Kolumba, irlandzki zakonnik i misjonarz (ur. 521)
- Zhiyi – założyciel chińskiej szkoły tiantai